# آداپا

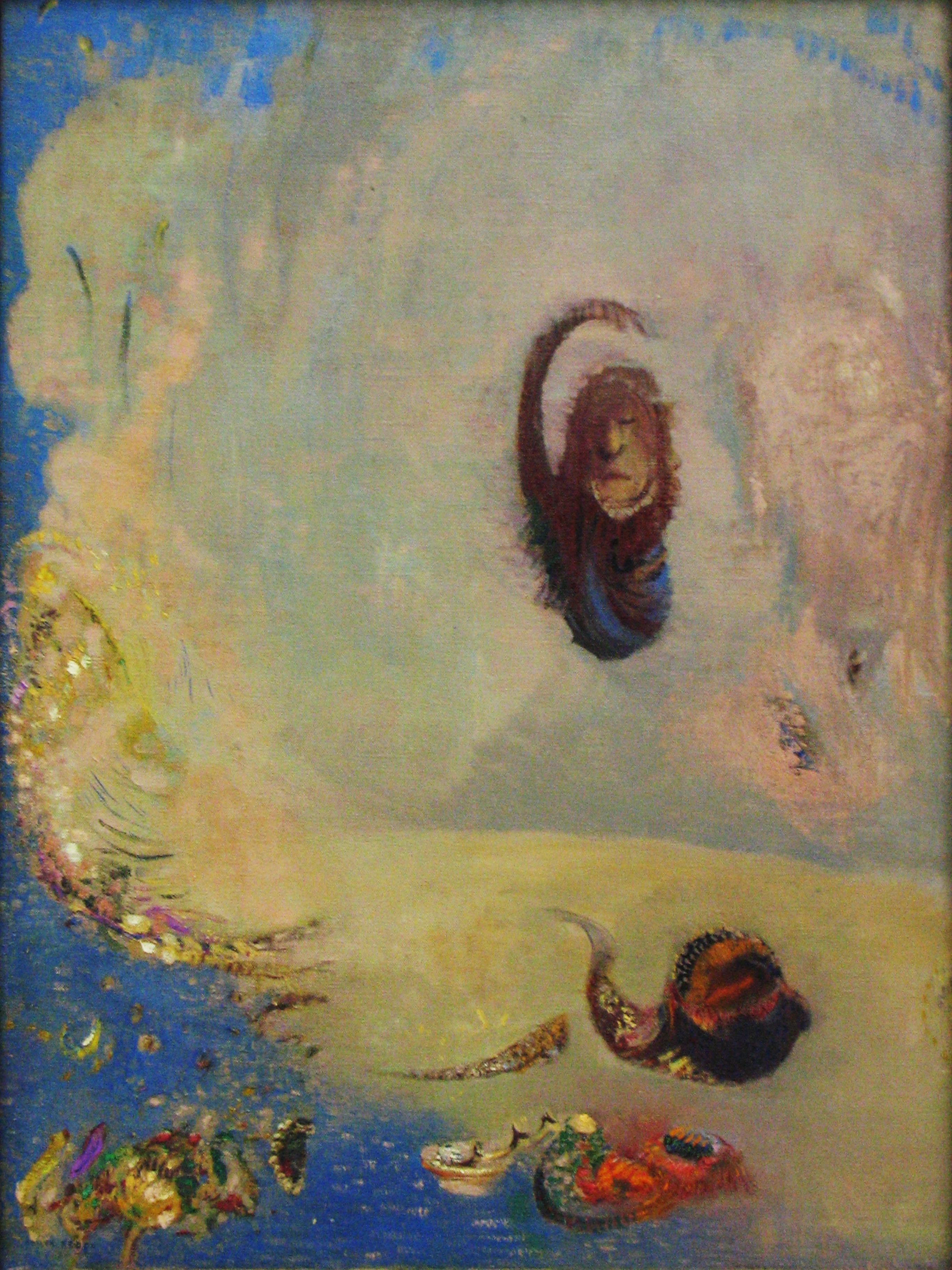
آداپا اثر اودیلون ردون در موزه کرولر-مولر

آداپا (انگلیسی: Adapa) شخصیت اسطوره‌ای بین‌النهرینی که ندانسته هدیهٔ جاودانگی را نپذیرفت. معمولاً داستان به نام «آداپا و باد جنوبی» شناخته می‌شود؛ لوح‌های شکسته‌ای از آن در عمارنه (در مصر)(ح. قرن ۱۴ پیشا دوران مشترک)، و کتابخانه آشوربانی‌پال (ح. قرن ۷ پیشا دوران مشترک) پیدا شده‌است.

## پیشینه
داستان آداپا در بن‌مایه فرصت از دست رفته برای به دست آوردن جاودانگی با حماسه گیلگمش اشتراک دارد. در چهار روایت تکه‌تکه باقی مانده است؛ قدیمی‌ترین آنان (B) از آرشیوهای عمارنه (قرن چهاردهم پیشا دوران مشترک) به دست آمده است. سه نسخه دیگر (A, C و D) از کتابخانه آشوربانی‌پال به دست آمده‌اند. این گروه اخیر متعلق به اواخر هزاره دوم پیش از دوران مشترک هستند.
در سنت بین‌النهرین، آداپا نخستین فرزانه شبه-الهی است که به پادشاهان پیش از طوفان مشورت دادند و هنرهای تمدن را برای انسان آوردند. در شکل متاخری از این سنت، هر یک از این پادشاهان مشاور خود را داشتند و آداپا در خدمت نخستین پادشاه (آلولیم) بود. علاوه بر این، آداپا قهرمان اسطوره‌ای است که در لوحی از عمارنه مصر (قرن چهاردهم پیشا دوران مشترک) و نیز نمونه‌هایی از هزاره اول پیشا دوران مشترک در کتابخانه‌های سلطنتی نینوا به دست آمده است. این اسطوره که به مرگ می‌پردازد را برابر با داستان آدم در کتاب مقدس در نظر گرفته‌اند.
آداپا، نخستین فرزانه از هفت شخصیتِ  پیش از طوفانی است که ائا برای آوردن هنرهای تمدن به میان انسان‌ها می‌فرستد. در سنت فهرست پادشاهان سومری معمولا اریدو نخستین شهری است که پادشاهی را از آسمان دریافت می‌کند. آداپا کاهن معبد ائا در اریدو توصیف می‌شود. او نیز مانند شش فرزانهٔ دیگر که در پی او می‌آیند، موجب خشم ائا می‌شود و در نتیجه جاودانگی را به دست نمی‌آورد. در متن ارا و ایشوم  مشخص شده است که همه فرزانگان چون سبب خشم خدایان شده‌اند از روی زمین تبعید می‌شوند. به نظر دلی، حضور آداپا در دو جایگاه فرزانه و کاهن، نمونه‌ای از اشتراک زبان اکدی در هزاره سوم پیش از دوران مشترک با زبان نبطی‌ها در زمانی بسیار پس از آن (حدود زمان مسیح) است که واژه apkallum به معنای «فرزانه» برای گونه‌ای از کاهن در جایگاه شغلی به کار می‌رفت. دانشوران در مورد معنای دقیق داستان همچنان در ابهام قرار دارند. در متن هنوز مشخص نشده است که آیا ائا از روی عمد آداپا را از جاودانگی محروم کرد و یا حقیقتا قصد کمک به او را داشت.

## بررسی کوتاه
در چندین نسخهٔ شناخته شدهٔ متن تفاوت‌هایی وجود دارد.
چکیده بر اساس ترجمه‌های (Rogers 1912), (Izre'el 2001), (Pritchard 1969)
آداپا انسانی فانی، حکیم یا کاهن معبد ائا در اریدو بود. ائا (که گاهی پدرش فرض شده) هدیهٔ گران‌سنگ دانایی را به او می‌دهد، ولی نه زندگی جاودانی را.
در حین انجام وظایفش، مشغول ماهیگیری در خلیج می‌شود. باد شدیدی می‌وزد، دریا متلاطم و قایق او واژگون می‌شود. آداپا خشمگین می‌شود، «بال‌های باد جنوبی را می‌شکند» و مانع از وزیدن آن به مدت هفت روز می‌شود. آنو، آداپا را برای پاسخگویی برای کردارش فرامی‌خواند؛ در همین حال ائا به آداپا یاد می‌دهد که چگونه همدلی تموز و نینگیشزیدا را (که نگاهبان دروازه‌های بهشت هستند) به دست آورد، علاوه بر آن اینکه در آنجا نخورد و نیاشامد، زیرا چنان خوراکی می‌تواند باعث مرگش شود.

## متن
بیان آداپا به بیان آنو تشبیه شده است، خرد او کامل است و سرزمین را کاملا می‌شناسد. به او خردمندی داده شده است اما زندگی جاودان از او دریغ شده است. در آن سالهای دور این فرزانه در اریدو ساکن است. او پاکیزه است و مناسک خدایان بزرگ را می‌داند. او با قدرت جادویی خود (و بدون پارو) قایق را به پیش می‌راند. آداپا به باد جنوبی می‌گوید «بالت را خواهم شکست» و به محض بیان این مطلب، بال باد جنوبی شکسته می‌شود. هفت روز می‌گذرد و آنو متوجه غیبت باد جنوبی می‌گردد. ایلابرات به آنو می‌گوید که «سرورم، آداپا، پسر ائا، بال باد جنوب را شکسته است». آنو با شنیدن این موضوع فریاد می‌کشد و از جای برمی‌خیزد «بگویید به اینجا بیاورندش». ائا که آداب آسمان را می‌داند او را چون یک سوگوار می‌آراید. ائا او را درباره نحوه برخورد با تموز و گیزیدا (بر درگاه الهی) سفارش می‌کند و اضافه می‌کند «آن دو به یکدیگر نگاه خواهند کرد و خواهند خندید و خندید. آن دو به تو کمک خواهند کرد. به حضور آنو که رسیدی به تو غدای مرگ عرضه خواهند کرد، نپذیر. به تو آب مرگ عرضه خواهند کرد، ننوش... حرف من را از یاد مبر». آداپا در محضر آنو می‌گوید در حال ماهیگیری برای معبد سرورش ائا بوده است، دریا آرام بود اما ناگهان باد جنوبی قایق او را واژگون کرد. «خشمگین گشتم و نفرینش کردم.» با سفارش تموز و گیزیدا، آنو آرام می‌گیرد اما متعجب است که چرا ائا اسرار آسمان و زمین را به این انسان فانی فاش کرده است، انسانی که چنین خشمگین می‌شود. اما می‌گوید «خوراک زندگی برایش بیاورید، بخورد.» خوراک زندگی برایش می‌آورند، نمی‌خورد. آب‌های زندگی برایش می‌آورند، نمی‌نوشد. سایر مهمان‌نوازی‌ها را می‌پذیرد. آنو به او خیره می‌شود و ناگهان به خنده می‌افتد. او را تشویق به خوردن می‌کند «بخور، چرا نمی‌خوری؟ زندگی نمی‌کنی؟ آدمیان جاودانه نباشند؟» آداپا سخنان سرورش ائا را بیان می‌کند. «او را به زمین برگردانید».
در نسخه‌ای دیگر از این اسطوره، این بخش به این صورت آمده است که آداپا غذا و آب را نمی‌پذیرد اما روغن و جامه را می‌پذیرد. آنو غرشی از خنده می‌کند و می‌گوید «چه کسی جز ائا در میان همه خدایان آسمان و جهان زیرین چنین تواند کند؟ چه کسی تواند فرمان خود را بالاتر از آنو قرار دهد؟» (آنو واقعا می‌خواسته زندگی جاودان به آداپا اعطا کند.) در نهایت آداپا زندگی جاودان را نمی‌یابد اما برای همیشه مشهور باقی خواهد ماند.

## تفسیر
اسطوره وحشیگریِ نخستینِ انسان در تضاد با سنتی قرار می‌گیرد که در آن، بشریت برای به دست گرفتن ابزاری خلق می‌شود که پیش از آن در اختیار خدایانِ ساکن در شهرها بوده است. اسطوره‌های بسیاری از تمدن‌ها شفاهی است و در اصل گوناگون هستند، پس سنت‌های مختلف در روایت اینکه چگونه چیزها پدید آمدند، بدون مشکل همزیستی می‌کردند. دو فصل اول سفر پیدایش، دو روایت مختلف از آفرینش انسان توسط خدا را در بر دارند. تمدن بشریت، طبق اساطیر بابلی، ایجاد شده توسط خدایان بود که پادشاهی را از آسمان فرو فرستادند. در این میان، ائا به خصوص نقش مهمی دارد که «هفت فرزانه» را به اریدو و سایر شهرهای نخستین فرستاد و همراهشان همه هنرها و صنایع زندگی شهری را. آنها موجوداتی بودند که در سرآغاز حماسه روایت شده شهر اوروک و دیوار آن را بنیاد گذاشتند: ««هفت فرزانه» پی‌ریزی‌هایش را بنیاد نریختند؟» برجسته‌ترین در میان این فرزانه‌ها، آداپا (ماهی-مرد) بود که از دریا سر بر آورد. حکومت، جامعه و کار پس از آن به انسان‌ها تحمیل شد.
اشاره سرآغاز حماسه به این است که گیلگمش نقشی کلیدی در بر پا کردن نظم پیش از طوفان، پس از «طوفان» داشته است، به خصوص در مورد بازگرداندن آیین‌های خدایان به شکوه پیشین. متن تازه پیدا شده شعر سومری که با عنوان «مرگ بیلگمس» می‌شناسیم، تایید کننده این نتیجه‌گیری است. بیلگمس در بستر مرگ رویایی می‌بیند، در آن خدایان دستاوردهای قهرمانانه‌اش را برای او بازگو می‌کنند. در اینجا نیز ارتباطی بین سفر گیلگمش برای پیدا کردن بازمانده «طوفان» و بازگرداندن زندگی مذهبی وجود دارد. پس دانشی که وی با خود بازمی‌گرداند بیش از دانش فردی است. شاعر لازم ندیده  اشاره بیشتری به آن بکند اما به روشنی گیلگمش عامل دوباره متمدن کردن سرزمین خود بوده است. در این راه او ابزار ائا بوده است (همانند «هفت فرزانه») و این موضوع را نینسون در لوح III پیش‌بینی کرده است. واژگان آغازین حماسه همین ارتباط را برقرار می‌کنند. «دریا» نشان‌دهنده قلمروی ائا است. از این منبع است که گیلگمش حقایقی عمیق را دریافته است که زیربنای جامعه بشری و حکومت هستند.
سرنوشت گیلگمش به عنوانی یکی از خدایان جهان زیرین، موضوعی است که در حماسه دریافت می‌شود. وارونه رویداد تمیزی است که حتما هر بابلی فرهیخته‌ای آن را دریافته است؛ قهرمانی که در زندگی نتوانست خدا باشد، با مرگ توانست.
داستان آداپا بیانگر حسن‌نیت و بدخواهی خدایان نسبت به انسان است. آداپا کاملترین انسان فانی بود، محبوب ائا و نگاهدار آیین او با پشتکاری چشمگیر بود. او آنچنان قدرت جادویی داشت که هنگامی که در یک روز آرام، بادی سرگردان قایق او را واژگون کرد، باد را نفرین کرد و آن را از کار انداخت. زمانی که غیبت باد در آسمان احساس شد، آداپا به نزد آنو فراخوانده شد تا گزارش دهد. ائا او را نصیحت کرد که خود را مورد توجه خدایان گیاهی قرار دهد، آنها بر درگاه الهی ایستاده‌اند. قرار شد که آداپا این کار را با پوشیدن لباس سوگواری برای غیبت فصلی آن دو خدای گیاهی انجام دهد. این خدایان سفارش او را به آنو می‌کنند. ائا آداپا را از پذیرفتن غذا یا آب در آسمان بازداشته است، گرچه او اجازه دارد از سایر مهمان‌‌نوازی‌ها استفاده برد. آنو پس از وساطت خدایان بر درگاه، آنچنان تحت تاثیر این انسان که در خدمت ائا است قرار می‌گیرد که مهمان‌نوازیِ در حقِ خدایان را برایش انجام می‌دهد. هنگامی که آداپا غذا و آب را نمی‌پذیرد، غذا و آبی که او را تبدیل به یک خدا و از خدمت ائا رها می‌کرده است، آنو متوجه زیرکی ائا و نادانی فرزانه‌اش می‌گردد و فانی مغبون را به خانه برمی‌گرداند.
از چندین وجه می‌شود به این داستان ساده نگاه کرد. یقینا یک وجه آن این است که اگر انسانی به این کاملی، با وجود رابطه نزدیکش با یک خدای بزرگ، نمی‌تواند به جاودانگی دست یابد، پس چه کسی می‌تواند؟ حتی حسن نیت آشکار خدایان نیز مرزی دارد؛ آنها سپاسگزارانه بنده را آزاد نخواهند کرد، هر چقدر هم که کارکردش خوب باشد.
بعدا این داستان به طلسم‌های بین‌النهرین افزوده شد و نشان‌دهنده قدرت جادویی آداپا در درمان قرار گرفت. علاوه بر این، برخی از آشورشناسان از جنبه سبب‌شناسی آن را بررسی کرده‌اند، گرچه سایرین آن را فقط داستانی غم‌انگیز درباره سرنوشت بشر دانسته‌اند.

## یادداشت
1. ↑  او چنان در اجرای مناسک دقیق است که حتی کارهای کوچک معبد را نیز خود بر عهده می‌گیرد.
2. ↑  در اینجا، متن افتادگی دارد.